# Edward Bulwer-Lytton
Sir Edward George Earle Bulwer-Lytton PC (Londra, 25 maggio 1803 – Torquay, 18 gennaio 1873) è stato uno scrittore, drammaturgo e politico britannico, primo barone Lytton.
Personaggio molto popolare e influente al suo tempo: coniò alcune espressioni che sono rimaste nell'uso comune, come "la penna è più potente della spada" e il celeberrimo "era una notte buia e tempestosa", e influenzò molta della letteratura esoterica Ottocentesca, in particolare la società Teosofica.

## Biografia

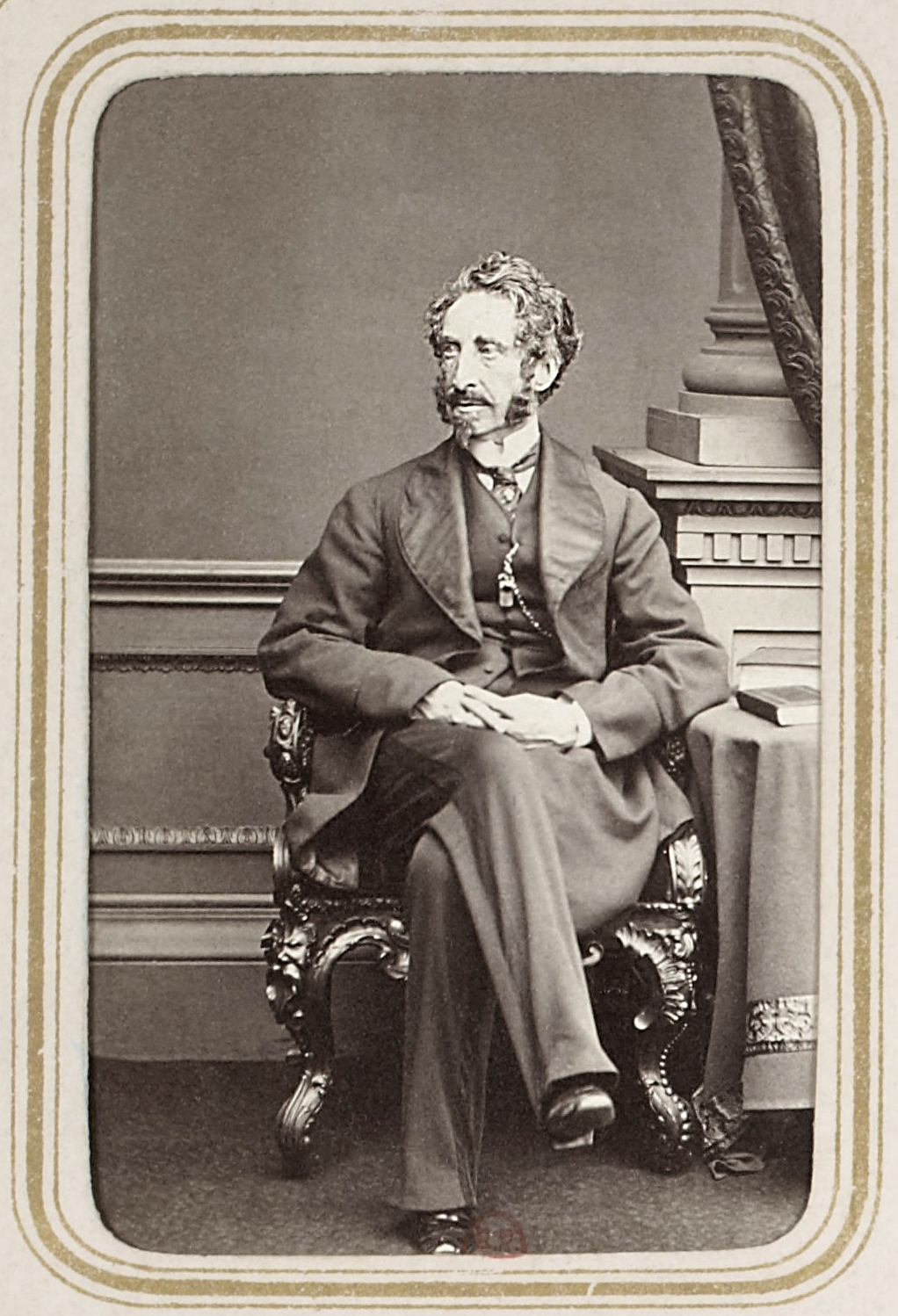
Edward Bulwer-Lytton in un ritratto fotografico di André-Adolphe-Eugène Disdéri

Edward era il figlio minore del generale William Earle Bulwer di Heydon Hall e Wood Dalling e di Elizabeth Barbara Lytton, figlia di Richard Warburton Lytton di Knebworth, nell'Hertfordshire; dei suoi due fratelli, William intraprese la carriera militare e il maggiore Henry, futuro Lord Dalling, fu anch'egli politico, drammaturgo e romanziere. Suo figlio Robert fu viceré dell'India dal 1876 al 1880.
Il padre morì quando Edward aveva quattro anni e la sua famiglia si trasferì a Londra: il bambino si dimostrò subito molto cagionevole di nervi, ma altrettanto precoce. All'età di quindici anni, su esortazione di un istitutore pubblicò la sua prima opera, Ishmael and other Poems. Nel 1822 entrò al Trinity College di Cambridge ma presto si trasferì al Trinity Hall, dove nel 1825 vinse il premio Chancellor per la poesia. L'anno successivo si laureò e pubblicò un altro piccolo volume di poesie, Weeds and Wild Flowers.
Nel 1827 sposò, contro il volere della madre, la scrittrice Rosina Doyle Wheeler: dopo il matrimonio gli venne così tolta ogni rendita ed Edward si trovò in seri problemi economici. I suoi impegni in letteratura e in politica per guadagnare un sostentamento per la famiglia minarono il rapporto con la moglie, da cui si separò nel 1836; tre anni dopo, Rosina pubblicò un romanzo dal titolo Cheveley, or the Man of Honour, in cui attaccava ferocemente Edward, facendo una caricatura dell'ipocrisia del marito che l'aveva tradita durante il loro matrimonio. Nel giugno 1858, durante la sua candidatura al parlamento per l'Hertfordshire, la moglie fece una comparsa in aula e lo denunciò pubblicamente: venne rinchiusa per squilibrio mentale ma rilasciata qualche settimana dopo, come scrisse successivamente nel suo A Blighted Life.
Nel 1828 pubblicò Pelham, uno studio sul fenomeno dei dandy. Nel 1833 aveva già raggiunto l'apice della sua popolarità con Godolphin, seguito da The Pilgrims of the Rhine (1834), Gli ultimi giorni di Pompei (The Last Days of Pompeii, 1834, per cui coniò il nome Nydia), Rienzi (1835) e Harold: Last of the Saxon Kings (1848).
Gli ultimi giorni di Pompei gli venne ispirato da un dipinto del russo Karl Briullov, che Bulwer-Lytton ebbe modo di ammirare a Milano nel 1833. È probabile che Pelham sia invece stato ispirato dal romanzo Vivian Grey di Benjamin Disraeli, col cui padre, Isaac D'Israeli, rimase a lungo in corrispondenza.
Nel 1842 pubblicò Zanoni, un romanzo d'amore con una forte componente esoterica rosacrociana.
Scrisse numerose altre opere, tra cui La razza ventura (The Coming Race, 1871), che risentì profondamente dei suoi interessi per l'occulto e che contribuì alla nascita della fantascienza e del filone dei "mondi perduti". È opinione comune che l'opera abbia contribuito all'immaginario misticheggiante del nazismo, oltre ad aver probabilmente influenzato La macchina del tempo di Herbert George Wells per il suo tema di una razza sotterranea che attende di conquistare il proprio posto al sole.
Durante l'epoca della restaurazione Meiji (1868 -1912), in Giappone, uno dei suoi romanzi, Ernest Maltravers, fu tradotto in giapponese. 
Nel 1837 venne pubblicata un'altra famosa opera a soggetto storico: Athens: Its Rise and Fall.
Fece parte della Massoneria. Diverse sue opere vennero adattate per il cinema.

## Opere principali
- Ishmael and other Poems
- Weeds and Wild Flowers (1826)
- Pelham (1828)
- Paul Clifford (1830)
- Godolphin (1833)
- The Pilgrims of the Rhine (1834)
- Gli ultimi giorni di Pompei (The Last Days of Pompeii, 1834)
- Rienzi (1835)
- Athens: Its Rise and Fall  (1837)
- Ernest Maltravers (1837)
- Cheveley, or the Man of Honour (1839)
- Richelieu; or The Conspiracy (1839)
- Zanoni (Zanoni, 1842)
- L'ultimo de' baroni (1843)
- Harold: Last of the Saxon Kings (1848)
- La razza dell'avvenire (anche La razza futura, La razza ventura[4] o La razza che verrà[8]) (The Coming Race, 1871)[3]
- A Blighted Life

## Filmografia
- Damon and Pythias, regia di Otis Turner - cortometraggio (1908)
- The Christian Martyrs, regia di Otis Turner - cortometraggio (1909)
- Richelieu; or: The Conspiracy, regia di J. Stuart Blackton - cortometraggio (1910)
- Justinian and Theodora, regia di Otis Turner - cortometraggio (1910)
- The Roman, regia di Francis Boggs - cortometraggio (1910)
- Jone o Gli ultimi giorni di Pompei, regia di Ubaldo Maria Del Colle, Giovanni Enrico Vidali (1913)
- Gli ultimi giorni di Pompei, regia di Eleuterio Rodolfi (1913)
- Cardinal Richelieu's Ward, regia di Eugene Moore (1914)
- Richelieu, regia di Allan Dwan (1914)
- Damon and Pythias, regia di Otis Turner (1914)
- Eugene Aram, regia di Richard Ridgely (1915)
- In the Name of Love, regia di Howard Higgin - romanzo The Lady of Lyons (1925)
- Gli ultimi giorni di Pompei, regia di Carmine Gallone, Amleto Palermi (1926)
- Il cardinale Richelieu, regia di Rowland V. Lee (1935)
- Gli ultimi giorni di Pompei, regia di Marcel L'Herbier, Paolo Moffa (1950)